# GEONExT
GEONExT est un logiciel de géométrie dynamique en 2D, c'est-à-dire qu'il permet de manipuler des objets géométriques du plan (cercle, droite et angle, par exemple) et de voir immédiatement le résultat. Il est principalement utilisé par des enseignants. Il vient aussi avec un ensemble de fonctions algébriques.
La graphie Geonext est techniquement une faute, mais est tolérée en pratique.

## Description
Il permet d'explorer la géométrie euclidienne. Des chercheurs en géométrie peuvent l'utiliser pour valider de nouvelles constructions ou des constructions difficilement réalisables sur papier, telle les huit cercles d’Apollonius.
Lorsque comparé au tracé sur feuille de papier, son intérêt tient à ce qu'il est possible d'établir des liens entre les différents objets (par exemple, parallélisme et bissectrice d'un angle) et le logiciel maintient ceux-ci par après.
Il est principalement utilisé par des enseignants, mais toute personne souhaitant explorer de façon visuelle les transformations euclidiennes dans le plan en tirera profit.
Entièrement développé en Java, ce logiciel est en théorie fonctionnel pour tout système d'exploitation : Windows, Linux, Mac OS, etc. Il suffit de le lancer via une page HTML qui vient avec la distribution.
Une fois le logiciel lancé, l'utilisateur peut manipuler les différents objets géométriques de base dans un plan : cercle, droite, angle, etc.
Ce logiciel peut aussi s'exécuter depuis un poste d'ordinateur non connecté à Internet.
Venant avec une licence GNU, n'importe qui peut l'utiliser, l'étudier et le modifier. Dans tous les cas, certaines restrictions s'appliquent, mais aucune qui empêche de l'utiliser et de le répliquer autant que souhaité.
Afin d'utiliser correctement GEONExT, l'environnement d'exécution Java (JRE) doit être installé.

## Histoire
Il a été développé à l'Université de Bayreuth (à Bayreuth, en Allemagne), qui le maintient toujours.